# Mouzieys-Panens
Mouzieys-Panens (okzitanisch: Mosièis e Panens) ist eine französische Gemeinde mit 249 Einwohnern (Stand: 1. Januar 2022) im Département Tarn in der Region Okzitanien. Sie gehört zum Arrondissement Albi und zum Kanton Carmaux-2 Vallée du Cérou.

## Geographie
Mouzieys-Panens liegt rund 27 Kilometer nordwestlich von Albi. Umgeben wird Mouzieys-Panens von den Nachbargemeinden Saint-Martin-Laguépie im Norden und Nordosten, Bournazel im Osten, Cordes-sur-Ciel im Südosten, Les Cabannes im Süden, Labarthe-Bleys im Westen und Südwesten, Marnaves im Westen sowie Milhars im Nordwesten.

## Bevölkerungsentwicklung
| Jahr                      | 1962 | 1968 | 1975 | 1982 | 1990 | 1999 | 2006 | 2013 |
| Einwohner                 | 259  | 239  | 228  | 202  | 209  | 184  | 206  | 251  |
| Quelle: Cassini und INSEE |      |      |      |      |      |      |      |      |

## Sehenswürdigkeiten
- Kirche Saint-Michel aus dem 16. Jahrhundert, Monument historique

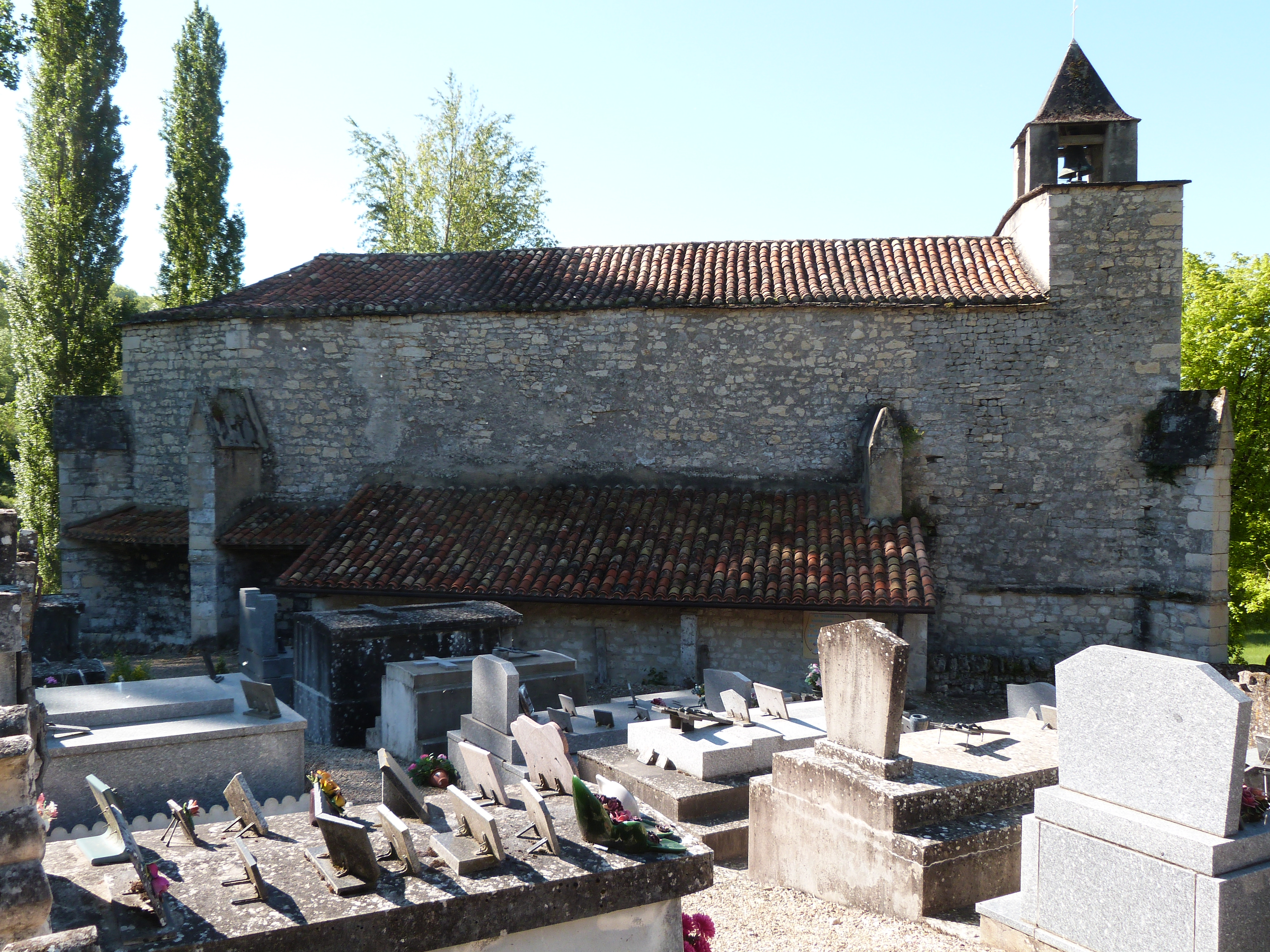
Kirche Saint-Michel

- Burg aus dem 13. Jahrhundert